# Podocarpus lambertii
El piñeiriño, pino-bravo, o atambú-azú (Podocarpus lambertii), es una especie arbórea perennifolia de la familia Podocarpaceae de las coníferas. Alcanza más de 20 m de alto y 150 cm de diámetro en el tronco. Es nativo de las selvas húmedas del sur y sudeste de Brasil y el noreste de la Argentina.

## Taxonomía
Pertenece al género Podocarpus, y dentro de él, a la sección Capitulatis, la cual incluye especies distribuidas en el centro-sur de Chile y sudoeste de la Argentina, sur de Brasil y noreste de la Argentina, y los Andes desde Ecuador hasta el noroeste de la Argentina. 

## Distribución
Se distribuye en las selvas del sur y sudeste de Brasil desde el sur de Minas Gerais a Río Grande del Sur. En el noreste de la Argentina fue confirmada la especie al encontrarse un rodal en las proximidades de Leandro N. Alem, en la provincia de Misiones, que milagrosamente se habían salvado del furioso desmonte. A pesar de un intento por proteger el relicto, el mismo hoy también ha sido reconvertido a cultivos, por lo que se presume extinguida en ese país.
Fue referida también para regiones de altitud del norte de Minas Gerais y de Bahía, pero aparentemente esas ocurrencias pertenecen a otra especie: Podocarpus transiens.

## Hábitat
Si bien habita en el nivel del mar, es más abundante en áreas de altitud, sobre todo en las selvas dominadas por Pino paraná. Ocurre principalmente en formaciones secundarias, siendo más rara en las selvas más cerradas. 

## Características
Es un árbol, dioico, generalmente de tamaño mediano, de unos 8 a 14 m de alto, aunque puede llegar hasta los 20 m, con un diámetro de hasta 150 cm. Las hojas tienen forma de tiras de 5 a 10 cm de largo. Las semillas son de 3-5 mm de diámetro, y tiene un pequeño pedúnculo carnoso de color morado.

## Usos
Es un árbol de crecimiento lento. Su madera resiste la humedad; es apta para enchapados, muebles rústicos, juguetes, revestimientos, etc. Posee un color claro y brillante, de tonos beige a gris.  